# Василь Фущич
Василь Фущич (12 грудня 1900, Іршава —1970 ) — чехословацький політик із Підкарпатської Русі та міжвоєнний депутат Національних зборів від Комуністичної партії Чехословаччини.

## Життєпис
Його початкова професія — чорнороб. Засідав у райраді від Комуністичної партії.
Після парламентських виборів 1935 року став депутатом Національних зборів. Але він отримав місце в парламенті пізніше, у травні 1936 року, замінивши його після смерті депутата Пала Торека.